# 李家镇 (建德市)
李家镇，中国浙江省西北部建德市下辖的一个镇。

## 行政区划
现辖：
李家社区、诸家村、新桥村、三溪村、李家村、新联村、龙桥村、沙墩头村、长林村、白马村和石鼓村。